# 민다나오저지대숲쥐
민다나오저지대숲쥐(Apomys littoralis)는 쥐과에 속하는 설치류의 일종이다. 필리핀에서만 발견된다.